# 효고현 제1구
효고현 제1구(兵庫県 第1区)는 일본의 중의원 선거구이다. 1994년 공직선거법으로 신설되었다.

## 지역
- 고베시
  - 주오구
  - 히가시나다구
  - 나다구